# كيب سبير

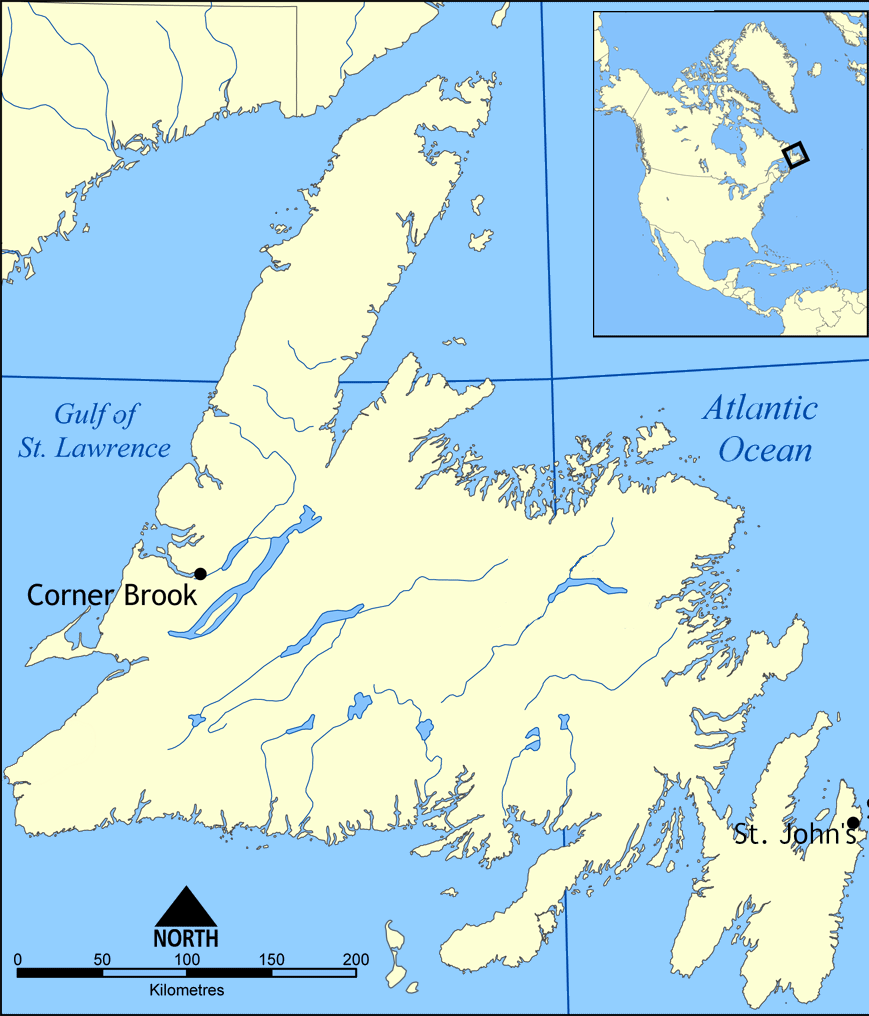
تقع كيب سبير بالقرب من مدينة سانت جونز, عاصمة مقاطعة نيوفاوندلاند واللابرادور الكندية

كيب سبير (بالإنجليزية: Cape Spear) وتعني «رأس الرمح» هو رأس بحري على المحيط الأطلسي يقع جنوب شرق مدينة سانت جونز عاصمة مقاطعة نيوفنلند واللابرادور في كندا ويعتبر أقصى نقطة إلى الشرق في القارة الأمريكية الشمالية يعني أول نقطة تشرق عليها الشمس في كل القارة وضمناً كندا. ويعتبر الموقع معلماً أثريا إذ يوجد هناك أول منارة قديمة في القارة بنيت سنة 1836 ميلادية وجددت سنة 1912 ثم بنيت منارة جديدة قرب القديمة سنة 1955. ويوجد في الموقع مدفعية أتوماتيكية عملاقة من أيام الحرب العالمية الثانية والتي استخدمت للدفاع ضد هجمات الألمان.
البرتغاليون أسموا هذا الرأس «كابو دا إسبيرانسا» Cabo da Esperança والفرنسيون أسموه «كاب داسبوار» Cap d'Espoir أي «رأس الأمل» ثم حرّف الأسم بالإنكليزية إلى كيب سبير والتي صادف أنها تعني رأس الرمح.
كيب سبير هي نقطة النهاية لمكونين من مكونات مسار الشاطئ الشرقي وهو مسار طوله 540 كلم في مقاطعة نيوفاوندلاند واللابرادور.

## موقع سياحي وتاريخي
منارة كيب سبير هي موقع سياحي وتاريخي في كندا. ويمكن مشاهدة الحيتان في أشهر حزيران وتموز قرب الشاطئ. وهناك مواقع مدفعية عملاقة من أيام الحرب العالمية الثانية. وقد أفتتح الموقع بعد تأهيله بحضور أمير وأميرة ويلز (شارلز وديانا) كضيوف شرف.

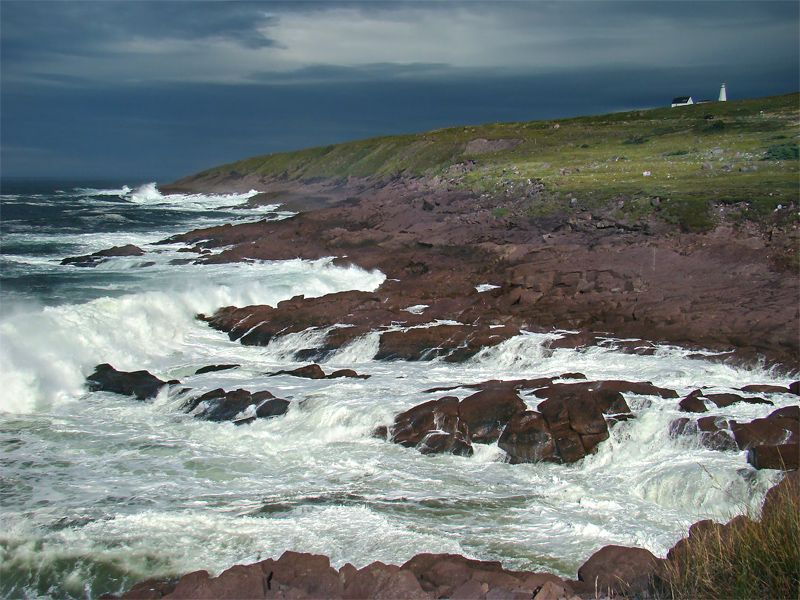
أقصى نقطة إلى الشرق من كندا

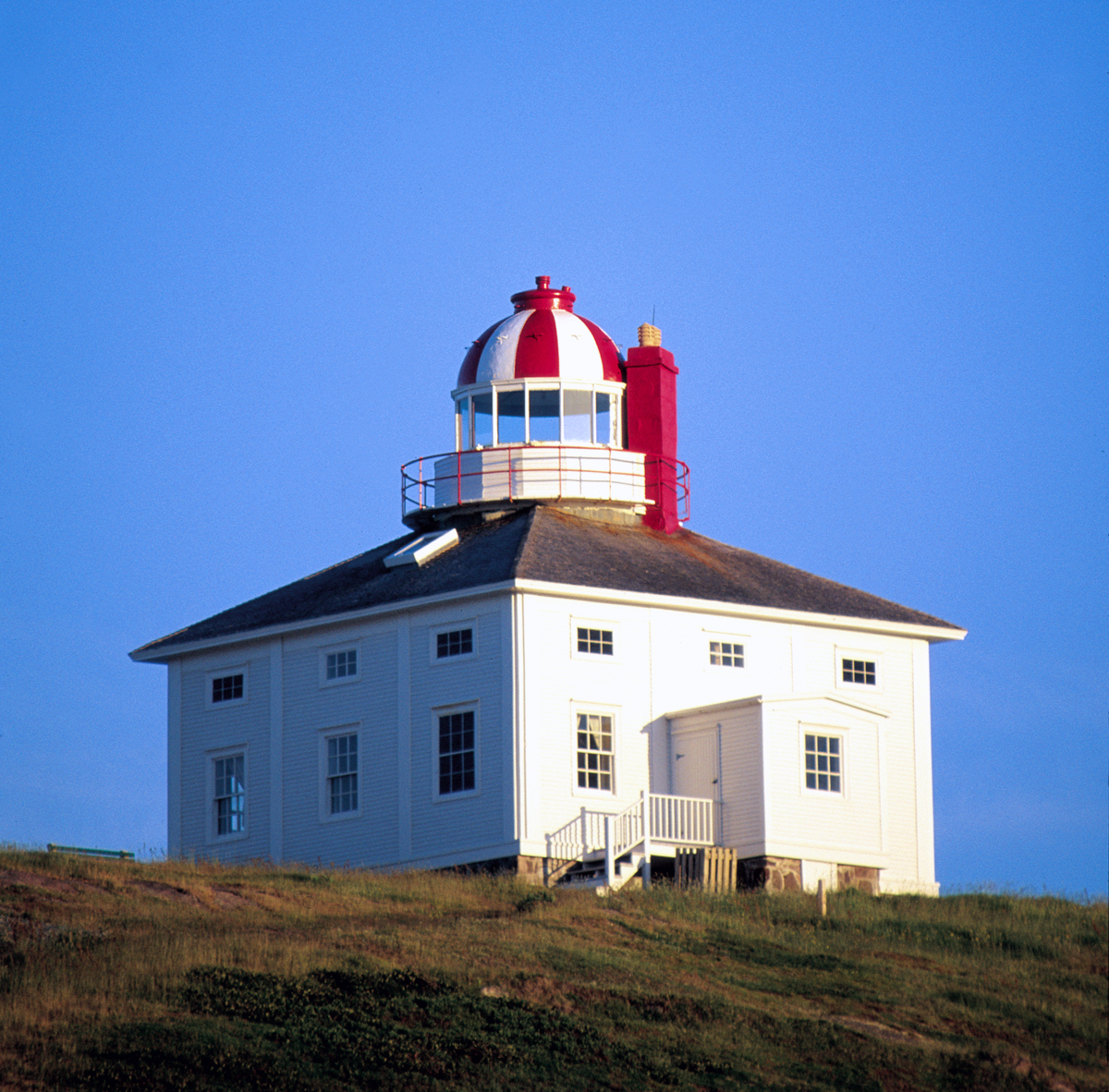
منارة بنيت عام 1836